# Viliame Liga
Viliame Liga (ur. 11 czerwca 1932, prowincja Cakaudrove, Fidżi, zm. 1992 w Brisbane, Australia) – fidżyjski lekkoatleta specjalizujący się w rzucie oszczepem i dyskiem, olimpijczyk.

## Kariera
Zawodnik trzykrotnie reprezentował swój kraj na Igrzyskach Południowego Pacyfiku, w 1963 zdobywając brązowy medal w rzucie oszczepem, w 1966 srebrny w tej samej dyscyplinie, a w 1969 dwa brązowe medale - w rzucie oszczepem i dyskiem.
Trzykrotnie też reprezentował Fidżi na Igrzyskach Wspólnoty Narodów, w 1954, 1958 i 1962.
W 1968 brał udział w igrzyskach w Meksyku, z wynikiem 62,32 m zajął 25 w kwalifikacjach i odpadł z dalszej rywalizacji.

## Rekordy życiowe
| Dystans        | Wynik | Data |
| -------------- | ----- | ---- |
| Rzut oszczepem | 72.09 | 1966 |

Wynik ten był przez ponad 20 lat rekordem Fidżi.